# Fernando de Noronha (explorador)
Fernando de Noronha, también llamado Fernão de Noronha, Fernão de Loronha, o incluso en castellano conocido como Fernando de Noroña (Lisboa, c. de 1470 - Lisboa, c. de 1540), fue un explorador judío portugués convertido al catolicismo.
Rico emprendedor, comerciante y armador, natural de Asturias, Noronha era representante del banquero Jakob Fugger en la península ibérica. Juntamente con otros cristianos recién conversos, comerciantes portugueses, obtiene concesión para explorar los recursos naturales de Brasil durante tres años y en 1503 obtiene de la Corona portuguesa contrato para la explotación del palo brasil, la valiosa madera roja para tintorería. El consorcio financió la expedición de Gonzalo Coelho en 1503, que el 24 de julio descubriría la magnífica isla que más tarde llevaría su nombre. En 1506, Noronha y sus socios extrajeron de las nuevas tierras más de 20 mil quintales de palo brasil, vendidos en Lisboa con un beneficio del 400-500%. En 1511, asociado a Bartolomeu Marchioni, Benedito Morelli y Francisco Martins, participa de la construcción de la nave Bretoa, que el 22 de julio regresó a Portugal con una carga de 5000 troncos de palo Brasil, animales exóticos y 40 esclavos, mujeres en su mayoría.
Como consecuencia del contrato y de la expedición de Gonzalo Coelho, el rey Manuel I de Portugal donó a Fernando de Noronha la primera capitanía marítima en el litoral: la isla de São João da Quaresma, actual Fernando de Noroña. 
En 1532 Fernando de Noronha fue declarado hidalgo de armas por Juan III de Portugal.